# 増本伎共子
増本 伎共子（ますもと きくこ、1937年2月2日 - ）は、日本の作曲家、音楽民族学者。

## 経歴
東京府出身。子供のための音楽教室（現在の桐朋学園大学音楽学部附属子供のための音楽教室）で柴田南雄に作曲を学び、桐朋学園大学で別宮貞雄に作曲を学んだ。その後は同大学の教授に就任し、現在は名誉教授。
1986年、「浅茅ヶ宿」で第9回舞台芸術創作作品奨励特別賞（オペラ部門）を受賞、1994年、「白秋の世界」で第5回奏楽堂日本歌曲コンクール第1位（作曲部門）を受賞。

## 作品

### オペラ
- 室内歌劇「浅茅ケ宿」
- 室内歌劇「羽衣伝説」

### 現代邦楽
- 箜篌のためのアルカイック・フレーズ
- 子どものための和楽器エチュード
- 箏のための序奏・うた・終曲
- 二面の箏と二管の尺八のための小さな風
- 嬉遊楽 - 雅楽鑑賞入門

### 室内楽曲
- ヴィオラ・ダ・ガンバ・コンソートのための宮廷のさざめき
- マンドリンアンサンブルのための星座

### 器楽曲
- リコーダーソロのための牧歌
- フルートソロのための「乱声」
- モダンチェンバロのためのタペストリー
- ヴィオラ・ダモーレのための朗詠

### 声楽曲
- 枕草子による歌曲
- 女声合唱のための梁塵秘抄
- 北原白秋の詩による六つの歌曲

## 著書
- 雅楽入門（音楽之友社）